# 윌리 사뇰
윌리앙 "윌리" 사뇰(프랑스어: William "Willy" Sagnol, 1977년 3월 18일, 프랑스 생테티엔 ~ )은 프랑스의 전 축구 선수이자 현 축구 지도자로 현역 시절 포지션은 수비수였으며 현재 조지아 축구 국가대표팀의 감독을 맡고 있다.

## 선수 시절

### 클럽
1995년 AS 생테티엔에서 데뷔한 사뇰 감독은 프로 입문 후 2009년까지 AS 모나코, 바이에른 뮌헨 등에서 프로 통산 397경기 8골을 기록하며 모나코의 1997년 트로페 데 샹피옹 우승, 1997-98 시즌 리그 3위, 1999-2000 리그 우승, 바이에른 뮌헨의 독일 분데스리가 5회 우승, DFB-포칼 4회 우승, 2000년 DFB-리가포칼 우승, 2000-01년 UEFA 챔피언스리그 우승, 2001년 인터컨티넨털컵 우승, 2001년 UEFA 슈퍼컵 준우승, 2001-02년 UEFA 챔피언스리그 8강, 분데스리가 2003-04 준우승, 2004-05년 UEFA 챔피언스리그 8강, 2006년 DFB-리가 포칼 준우승, 2006-07년 UEFA 챔피언스리그 8강, 2007-08년 UEFA 유로파리그 4강 등에 공헌했으나 자신의 무릎 부상이 도저히 나을 기미를 보이지 않으며 결국 2008-09 시즌 이후 은퇴를 선언하였다.

### 국가대표팀
2000년 프랑스 성인대표팀 첫 합류 후 2008년까지 국제 A매치 통산 58경기를 소화하며 FIFA 컨페더레이션스컵 2연패(2001, 2003), 2006년 FIFA 월드컵 준우승 등에 공헌했고 이밖에도 2002년 FIFA 월드컵, UEFA 유로 2004, UEFA 유로 2008 등 메이저 대회 본선에도 참가했으며 유로 2008 조별리그 탈락 이후 대표팀 은퇴를 선언했다.

## 지도자 경력

### 조지아 대표팀
2021년 조지아 대표팀 감독에 부임한 후 첫 국제 대회인 2022년 FIFA 월드컵 유럽 지역 예선에서 2승 1무 5패로 탈락의 고배를 마셨으나 코소보와 스웨덴을 7차전과 8차전에서 연거푸 잡아냈고 이후 조지아의 사상 첫 메이저 대회 출전인 UEFA 유로 2024에서는 조지아의 첫 대회만의 메이저 대회 16강 진출이라는 새 역사를 이끌었다.

## 우승 경력
- 리그 1: 2000
- 트로페 데 샹피옹: 1997, 2000
- 1 분데스리가: 2001, 2003, 2005, 2006, 2008
- DFB-포칼: 2003, 2005, 2006, 2008
- 리가포칼: 2004, 2007
- UEFA 챔피언스리그: 2001
- 인터콘티넨털컵: 2001